# John Lilja
John Lilja, född 21 november 1893 i Karlskrona, död 18 september 1971 i Matteus församling i Stockholm, var en svensk friidrottare (sprinter). Han tävlade för Mariebergs IK. Lilja tog SM-guld på 100 meter och 200 meter 1921. Han utsågs 1928 till Stor Grabb nummer 45.

## Karriär
År 1916 vann John Lilja vid SM-silvermedalj på 100 meter (tid 11,1 s), brons på 200 meter (23,1 s) och var med i Mariebergs IK:s stafettlag som vann guld i stafett 4x100 meter.
Lilja var även år 1917 med i klubbens stafettlag på 4x100 meter, men denna gång kom man trea.
År 1918 var Lilja med om att ta ytterligare en bronsmedalj i stafettlöpning 4x100 meter vd SM.
1919 tog John Lilja bronsmedalj på 200 meter vid SM.
År 1921 tog han vid SM-guldmedalj i både 100 meter (tid 10,8 s) och 200 meter (22,0 s).
Året därefter (1922) vann han bronsmedalj på 200 meter vid SM (22,4 s).
Sin sista medalj vid SM tog han år 1925 då han vann silver på 200 meter (tid 22,4 s). 

## Personliga rekord
- 100 m: 10,7 s (Stockholms Stadion 20 augusti 1921)[8]
- 200 m: 21,9 s (Stockholms Stadion 20 augusti 1921)[9]

### Fotnoter
1. ↑   Sverigebästa genom tiderna i friidrott. Trångsund: Bengt Holmberg/TextoGraf Förlag. 2009. ISBN 978-91-977146-3-1, sid 383
2. ↑   Sveriges dödbok 1860–2017 (Version 7.0). Solna: Sveriges släktforskarförbund. 2018. ISBN 9789188341310
3. ↑  ”friidrott.se:s Stora Grabbar-sida”. Arkiverad från originalet den 31 mars 2016. https://web.archive.org/web/20160331202525/http://www.friidrott.se/historik/storagrabbar.aspx. Läst 6 augusti 2010.
4. ↑  Stora grabbars märke Arkiverad 6 december 2013 hämtat från the Wayback Machine.
5. 1 2   Svenska Mästerskapen i friidrott 1896-2005. Trångsund: Erik Wiger/TextoGraf Förlag. 2006. ISBN 91-631-9065-6, sid 36
6. 1 2 3 4 5   Svenska Mästerskapen i friidrott 1896-2005. Trångsund: Erik Wiger/TextoGraf Förlag. 2006. ISBN 91-631-9065-6, sid 40
7. 1 2 3   Svenska Mästerskapen i friidrott 1896-2005. Trångsund: Erik Wiger/TextoGraf Förlag. 2006. ISBN 91-631-9065-6, sid 149
8. ↑   Sverigebästa genom tiderna i friidrott. Trångsund: Bengt Holmberg/TextoGraf Förlag. 2009. ISBN 978-91-977146-3-1, sid 35
9. ↑   Sverigebästa genom tiderna i friidrott. Trångsund: Bengt Holmberg/TextoGraf Förlag. 2009. ISBN 978-91-977146-3-1, sid 68